# Herbert Henry Asquith
Pour les articles homonymes, voir Asquith.
Herbert Henry Asquith, dit H. H. Asquith, né le 12 septembre 1852 à Morley (Yorkshire de l'Ouest) et mort le 15 février 1928 à Sutton Courtenay (Berkshire), est un homme d'État britannique, membre du Parti libéral et Premier ministre du Royaume-Uni de 1908 à 1916. Il est premier comte d'Oxford et d'Asquith.
Diplômé, à dix-sept ans seulement, du Balliol College, l'une des écoles accueillies sur le site de la prestigieuse Université d'Oxford, il devint barrister, une variante du métier d'avocat. Lors des élections générales de 1874, il se fit remarquer par son discours contre Randolph Churchill pour la circonscription de Woodstock (en). Proche du Parti libéral, il se fait élire à la Chambre des communes lors des élections générales de 1886. Lors du retour au pouvoir de son parti en 1892, il fut nommé secrétaire d'État à l'Intérieur par William Ewart Gladstone. Il conserva son poste jusqu'à la défaite de 1895. Revenu dans l'opposition, il renonça en 1898 à prendre la tête du Parti libéral, apportant son soutien à Henry Campbell-Bannerman. Il fut nommé chancelier de l'Échiquier lors du retour au pouvoir du parti en décembre 1905, renforcé par le triomphe du parti aux élections générales de 1906. Cependant, la dégradation de l'état de santé de Campbell-Bannerman entraîna son retrait en avril 1908.
Nommé Premier ministre, sa confirmation ne fut pas immédiate. Après la mort au 10 Downing Street d'Henry Campbell-Bannerman, il devient en plus le chef du Parti libéral. Dans le prolongement de l'action de William Ewart Gladstone, il engagea une réforme de la Chambre des lords, qui avait rejeté à plusieurs reprises les projets d'autonomie de l'Irlande (ou Home Rule). Le prétexte fut trouvé par la difficile adoption de l'une des principales réformes sociales des libéraux : l'introduction d'un impôt sur le revenu. Le People's Budget, qui devait introduire ce nouvel impôt, fut bloqué en novembre 1909 par la Chambre des lords. Le veto des lords provoqua une crise parlementaire, obligeant Asquith à demander à Édouard VII la convocation d'élections anticipées en janvier 1910. Malgré un Parlement minoritaire (Hung Parliament), entraînant la convocation de nouvelles élections en décembre 1910, Asquith et Lloyd George présentent de nouveau le projet de loi. Asquith menaça de faire créer par George V, nouvellement intronisé, près de 500 nouveaux pairs pour faire passer le projet en cas de nouveau refus de la Chambre des lords. Le Parliament Act de 1911 (en) fut adopté peu après, encadrant fortement les pouvoirs de la chambre haute et réduisant à cinq ans la durée d'une législature du Parlement. Asquith eut beaucoup plus de mal sur la situation de l'Irlande, ainsi que sur le droit de vote des femmes, et s'opposait à son secrétaire d'État à l'Intérieur, Winston Churchill. La multiplication des manifestations des suffragettes, ainsi que la révélation du scandale Marconi, affectèrent son gouvernement. Sur le plan international, il contribua au renforcement de l'Entente cordiale en soutenant la France lors de la crise d'Agadir. Le naufrage du Titanic eut lieu sous sa gouvernance. Après l'attentat de Sarajevo, le secrétaire d'État aux Affaires étrangères Edward Grey proposa aux puissances coloniales une conférence internationale pour résoudre la crise de juillet, sans succès. Le 4 août 1914, il déclare la guerre à l'Empire allemand, en réponse à celle de celui-ci à la France, faisant entrer le Royaume-Uni dans la Première Guerre mondiale. L'échec de la Triple-Entente dans la bataille des Dardanelles et la crise des obus de 1915 contraignirent Asquith à former un cabinet de guerre. De plus en plus critiqué, notamment par Lloyd George (alors ministre des Munitions), dans sa conduite de la guerre, Asquith démissionne en décembre 1916. Battu lors des élections générales de 1918, son influence sur la politique nationale fut beaucoup moins importante. En décembre 1923, il renonça à revenir au pouvoir, malgré l'élection d'un Parlement minoritaire où le Parti libéral était pourtant en position de « faiseur de rois ». Battu à nouveau lors des élections générales de 1924, il fut élevé à la pairie, intégrant la Chambre des lords. Il quitta la tête du Parti libéral en octobre 1926, remplacé par son éternel rival, David Lloyd George. 
Asquith est le dernier premier ministre du Royaume-Uni issu du Parti libéral à diriger un gouvernement majoritaire. Il est également l'un des principaux responsables du déclin du parti, qui ne retrouva jamais le pouvoir après les élections générales de 1922. Son héritage et son action ont longtemps été critiqués avant que de nouvelles études ne réhabilitent sa politique ainsi que sa conduite de la guerre. Il est d'ailleurs plutôt bien classé par les historiens et par l'opinion publique britannique.

## Biographie

### Origine familiale
Herbert Henry Asquith est le fils de Joseph Dixon Asquith (10 février 1825 – 16 juin 1860) et d'Emily Willans (4 mai 1828 – 12 décembre 1888). Les Asquith sont une famille de la classe moyenne. Son père Joseph, marchand de laine, vient au cours du temps à posséder sa propre usine de laine.

### Mandats de député
Avocat de métier formé au Balliol College, il est élu au Parlement du Royaume-Uni sous l'étiquette libérale en 1886.

### Fonctions ministérielles

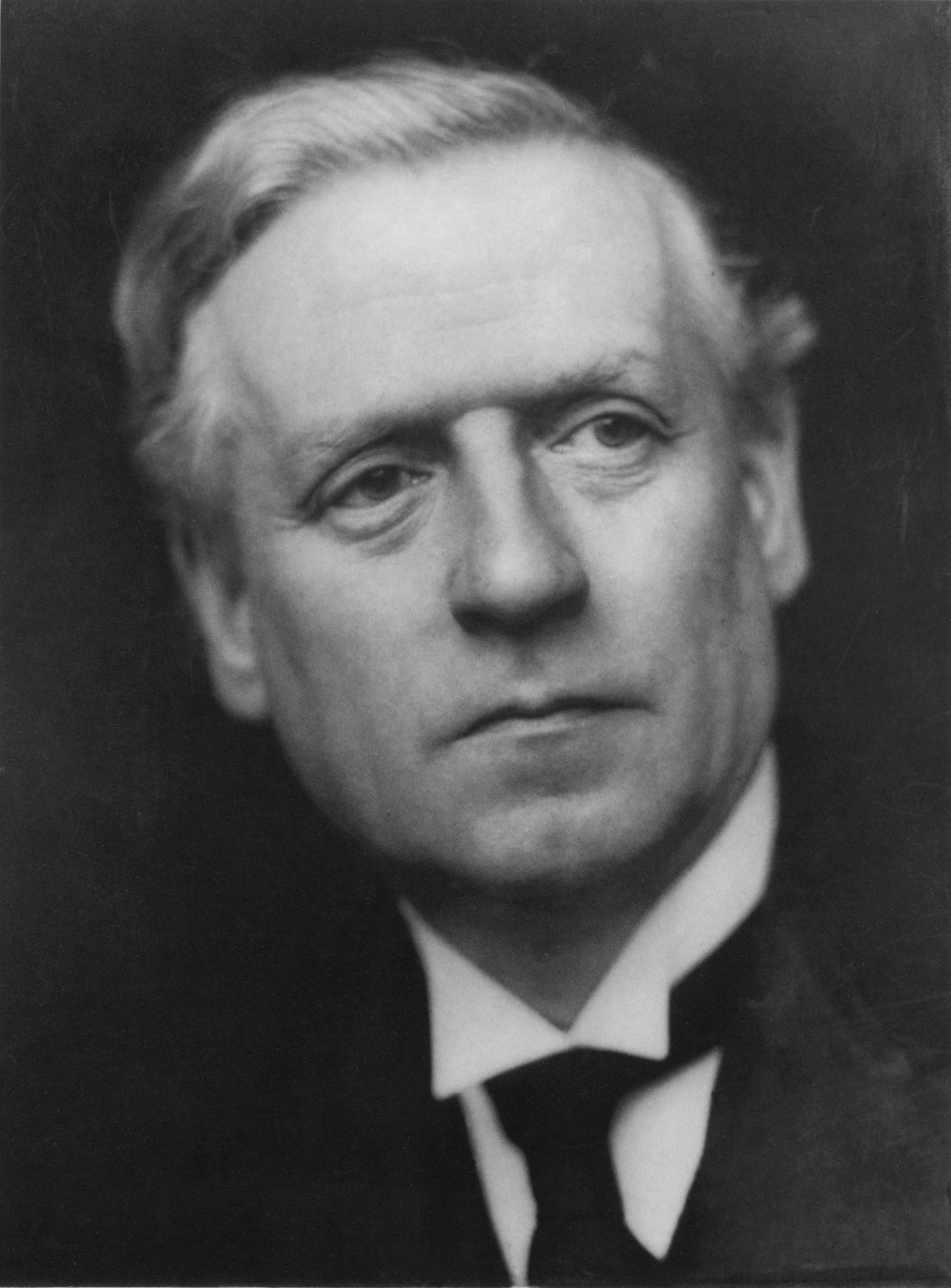
Herbert Henry Asquith par George Charles Beresford (1908).

Il accède au poste de secrétaire d'État à l'Intérieur en 1892, avant de devenir ministre sans portefeuille de 1895 à 1905, puis chancelier de l'Échiquier de 1905 à 1908, lorsqu'il succède au Premier ministre Henry Campbell-Bannerman.
En 1914, il occupe brièvement le poste de secrétaire d'État à la Guerre.

#### Affaire Marconi
Rufus Isaacs, ministre d'Asquith chargé de la justice au sein du gouvernement britannique, est pris dans une affaire de délit d'initié. L'entrée en bourse de la Marconi s'effectue le 19 avril 1912 à Londres à 3,5 sterling l'action, 3 fois ce qui avait été proposé dix jours plus tôt. Entre-temps se produit le naufrage du Titanic. Le puissant émetteur de Marconi dont est équipé le navire permet de sauver 700 passagers. L'action grimpe immédiatement à 4 sterling dès les premiers échanges, avant de retomber quelques semaines plus tard à seulement 2 sterling.
Plusieurs courtiers sont soupçonnés de manipulation de cours. On découvre que Rufus Isaacs revend 7 000 actions à un prix deux fois supérieur à celui auquel il les avait achetées deux jours plus tôt. Il est le frère de Godfrey Isaacs, directeur général de Marconi, nommé sans aucune expérience dans la télégraphie, avant d'emporter un contrat public la première station de radio d’État en Angleterre. On découvre aussi que l'émetteur de Marconi dont était équipé le Titanic n'était pas correctement utilisé lors du naufrage, les opérateurs privilégiant l'envoi de messages de complaisance pour les passagers, et qu'il avait subi une panne avant le naufrage.

### Descendants
Herbert Asquith se marie deux fois. Sur les dix enfants issus de ses deux mariages, seuls sept survivent à l'enfance. De son premier mariage naît un fils, Raymond, le 6 novembre 1878 ; il tombe au champ d'honneur le 15 septembre 1916 pendant la Première Guerre mondiale. Sa fille est Violet Bonham Carter, dont la petite-fille est l'actrice Helena Bonham Carter. Son deuxième fils, Herbert, épouse Cynthia Mary Evelyn Charteris qui se fera connaître comme écrivain.
De son second mariage avec Margaret Tennant, il a un fils, Anthony, ainsi qu'une fille, Elizabeth, future princesse Bibesco. Parmi les nombreux descendant d'Asquith, on trouve notamment divers hommes politiques ou d'affaires britanniques.